# Wedem Arad
Wedem Arad, död 1314, var kejsare av Etiopien mellan 1299 och 1314.